# Uluazapa
Uluazapa es un distrito del municipio de San Miguel Centro que pertenece al departamento de San Miguel, El Salvador. De acuerdo al censo oficial de 2024, tiene una población de 3.339 habitantes.

## Historia
El poblado era habitado por tribus cacaoperas (Algunas veces llamadas ulúas), desde antes de la época prehispánica. Para el año 1577 se encontraba bajo la administración de los frailes seráficos de San Miguel. En el año 1689 un informe refería que en el lugar se encontraban "156 indios de confesión" y "algunas siembras de maíz". Para el año 1740 habitaban unas 150 personas, y en 1770, unas 223. Ingresó al Partido de San Miguel el año 1786.
En la época republicana de El Salvador, adquirió el título de villa el 23 de enero de 1877. Para el año 1890 tenía 1.315 habitantes. Cuando el gobernador T. Vilanova llegó a la población para su visita oficial en el 27 de junio de 1891, la fabricación de sombreros de palma era el principal patrimonio de los habitantes porque los terrenos de la población eran buenos para la planta que sirve para esa industria.

## Información general
El distrito tiene un área de 36,42 km², y la cabecera una altitud de 300 m s. n. m. Las fiestas patronales se celebran en el mes de enero del 13 al 27 en honor a la Coronación de la Inmaculada Virgen de Concepción. El topónimo ulúa Uluazapa significa: "Lugar Pedregoso de los Ulúas".